# Hrabstwo Hardeman (Tennessee)
Hrabstwo Hardeman (ang. Hardeman County) – hrabstwo w stanie Tennessee w Stanach Zjednoczonych. Obszar całkowity hrabstwa obejmuje powierzchnię 670,39 mil² (1736,3 km²). Według szacunków United States Census Bureau w roku 2009 miało 27 613 mieszkańców.
Hrabstwo powstało w 1823 roku.

## Miasta
- Bolivar
- Grand Junction
- Hickory Valley
- Hornsby
- Middleton
- Saulsbury
- Toone
- Whiteville[4]